# Fortuna (Bagaces)
Fortuna è un distretto della Costa Rica facente parte del cantone di Bagaces, nella provincia di Guanacaste.